# レイヤード・サマー
『レイヤード・サマー』は、上月司による日本のライトノベル。イラストはさくらねこ。

## ストーリー
高校2年の夏休みに、黒瀬涼平は、柑橘系の香りのする不思議な少女流堂庵璃と出会う。彼女の話によると、子宮喰い（エッグイーター）と呼ばれる殺人鬼が涼平の生きている時間軸にやってきたので、それを追って彼女は時間を飛び越え、遥か未来からやってきたのだという。
どうやら庵璃がやってきた理由はそれだけではないようだが、彼女は何も語らず、涼平は彼女の力になろうと奔走する。
これは世界の何処かで、涼平と庵璃が経験した“重なり合った夏”の物語である。

## 登場人物
黒瀬 涼平（くろせ りょうへい）
高校2年生。両親が旅行中なので、夏休み中一人暮らしを謳歌しているが、そのために学校の登校日を忘れるほどだらけまくっているが、本質は困っている人を放っておけない強い正義感と責任感の持ち主である。
中学までは剣道をやっていたが、あるきっかけにより辞め、現在は素振り程度に止めている。
幼馴染2人と祭りに行く途中で庵璃と出会い、彼女が来た理由を聞いて彼女の力になろうとする。
流堂 庵璃（るどう あんり）
銀色にも灰白色にも見える髪と、ルビーのように赤い瞳を持つ美しい少女。未来から殺人鬼子宮喰いを追って現代の涼平の前にやってきた。
虚弱体質らしく頻繁に倒れかけてしまう。責任感が強く、涼平に警告するために彼に会いにきた。子宮喰いを捕らえるために彼女専用に調整された武器を使う。
大人びた少女だが実は涼平と同い年で、年相応のかわいらしい一面も持ち合わせている。何故か、柑橘類の匂いがする。
岬 ハル
未来からやってきた殺人鬼、子宮喰い。しかし、その殺人衝動にはある理由があった。庵璃を追って現代に跳んできた。
かなりの童顔だが意外にも涼平や庵璃と同い年。若干常識はずれな面がある。
茜 野々子
涼平の幼馴染みでクラスメイト。

## 世界観・用語解説
時空移動
時間移動によって庵璃たちは未来から現代にやってくるが、一般に考えられているタイムスリップとは理論が異なる。
通常考えられているタイムスリップでは過去と現在、そして未来に互換性があるとされるが、この世界では時間は変更を加えられるとミルフィーユのように“変えられた”世界が“変えられなかった”世界の上層に新たに生まれるため、過去を変えても未来には影響がない。すなわち、いくら過去に干渉しても一般に言われるタイムパラドックスが起きる事はない。
また、時間の流れを一種のパラレルワールドと解釈して時間移動を行うため、行きたい時間の算出を座標計算として行う。そのため『時間移動』ではなく、『時標演算』という単語が使用される。

## 単行本
- 電撃文庫刊（アスキー・メディアワークス発行） 
  - レイヤード・サマー ISBN 978-4-04-870231-7 2011年1月6日発売